# Усольський ВТТ СГУ
Усольський ВТТ СГУ (рос. УСОЛЬСКИЙ ИТЛ СГУ, Услаг) — підрозділ в системі ГУЛАГ, оперативне керування якого здійснювало спочатку Спеціальне головне управління Главспеццветмета (СГУ).
Організований 19.04.49 (реорг. з ВТТ БУДІВНИЦТВА Усольського заводу гірничого устаткування);

закритий 29.04.53.

## Підпорядкування та дислокація
- СГУ ;
- СГУ, у складі УВТТК УМВС по Іркутській обл.;
- ГУЛАГ МЮ з 02.04.53.

Дислокація: Іркутська область, м.Усольє-Сибірське.

## Виконувані роботи
- експлуатація пром. об'єктів і цехів, буд-во Усольського з-ду гірничого устаткування,
- буд-во школи в м. Усольє-Сибірське

## Чисельність ув'язнених
- 08.04.50 — 1400;
- 01.04.52 — 1087;
- 01.04.53 — 767